# Gregor Kocijan
Gregor Kocijan, slovenski literarni zgodovinar, * 9. junij 1933, Ljubljana, † 10. avgust 2016, Ljubljana.

## Življenjepis
Odraščal je v Kranju in Valjevu. Študiral je na Filozofski fakulteti v Ljubljani, kjer je leta 1957 diplomiral iz slavistike. Nato je bil zaposlen kot profesor na srednji šoli v Kranju. Od leta 1975 je predaval na Pedagoški akademiji v Ljubljani in od leta 1985 še na Pedagoški fakulteti v Mariboru. Leta 1983 je na ljubljanski Filozofski fakulteti doktoriral z disertacijo Slovenska kratka pripovedna proza v drugi polovici 19. stoletja in po desetih letih (1993) postal redni profesor za zgodovino slovenske književnosti. Upokojil se je leta 1998, leta 1999 pa je postal zaslužni profesor Univerze v Ljubljani. Od leta 1998 je na Filozofski fakulteti v Ljubljani pogodbeno predaval na Oddelku za bibliotekarstvo, prej pa tudi na Oddelku za primerjalno književnost in literarno teorijo.  
Sodeloval je na strokovnih simpozijih o Josipu Jurčiču na Muljavi (1981), na slavističnem zborovanju ob 400-letnici Dalmatinove Biblije v Ljubljani in Krškem (1984), na 11. kongresu Zveze slavističnih društev v Sarajevu (1985), na simpozijih o Josipu Stritarju (1986), Stanku Majcnu (1988), Ivanu Cankarju (1996), Janku Kersniku (1997), Francetu Prešernu (1999) idr. Predaval je na Seminarju slovenskega jezika, literature in kulture (1975-94) ter na Filozofski fakulteti v Trstu (1985, 1986). V letih od 1979 do 1981 je bil urednik slovstvene zgodovine v reviji Jezik in slovstvo, od leta 1982 do 1988 pa tudi glavni in odgovorni urednik.

## Strokovna področja
Ukvarjal se je predvsem z raziskovanjem kratke pripovedne proze od 1850 do 1941. Osrednje raziskovalno področje je razdelil na tri obdobja (1850–1891, 1892–1918, 1919–1941), za vsako obdobje je napisal bibliografijo in monografsko študijo; za zadnje obdobje še ni končana. Raziskoval je tudi slovensko pesništvo v drugi polovici 19. stoletja. Objavil je številne ocene slovenskih in jugoslovanskih književnih del, bibliografije, bil je avtor spremnih besed pri zbirki Slovenska povest in zbirki Klasje, z geselskimi članki je sodeloval pri leksikonu Slovenska književnost (članki o Antonu Aškercu, Simonu Jenku, Josipu Jurčiču, Janku Kersniku, Franu Levstiku, Ivanu Tavčarju idr.) in pri Enciklopediji Slovenije. Je soavtor beril in priročnikov za višje razrede osnovne šole in srednjo šolo (skupaj 18). Od leta 1973 se je ukvarjal s sociološkimi raziskavami bralnih navad Slovencev.

## Izbrana bibliografija
- Knjiga in bralci. Ljubljana: Raziskovalni center za samoupravljanje pri RS ZSS, 1974.
- France Prešeren: v sliki in besedi. Ljubljana: Mladinska knjiga, 1977 (178, 1983). (COBISS)
- z Martinom Žnideršičem: Knjiga in bralci II. Ljubljana: Raziskovalni center za samoupravljanje pri RS ZSS, 1980. (COBISS)
- Josip Jurčič: v besedi in sliki. Ljubljana: Mladinska knjiga, 1981. (COBISS)
- Kratka pripovedna proza od Trdine do Kersnika. Ljubljana: DZS, 1983. (COBISS)
- Cankarjeva in Matoševa kratka pripovedna proza ob prehodu iz 19. v 20. stoletje. JiS 31 (1985/86). 108--14.
- Slovenska kratka pripovedna proza 1892–1918: Bibliografija. Ljubljana: ZIFF, 1988. (COBISS)
- Med analizo in sintezo: Literarnozgodovinske razprave. Maribor: Obzorja, 1992. (COBISS)
- Med tradicijo in inovacijo: slovenska kratka pripovedna proza v 90. letih 19. stoletja. 30. SSJLK, Ljubljana, 1994. 155–174. (COBISS)
- Zapiski o starejši slovenski povesti: Od Erjavca in Jurčiča do Cankarja in Finžgarja. Ljubljana: Mihelač, 1995. (COBISS)
- Kratka pripovedna proza v obdobju moderne: literarnozgodovinska študija. Ljubljana: ZIFF, 1996. (COBISS)
- Kratka pripovedna proza v prvem desetletju našega stoletja (brez Cankarja). SR 1997: 9-38. (COBISS)
- z Darko Podmenik, Martinom Žnideršičem: Knjiga in bralci IV. Ljubljana: FF, 1999. (COBISS)
- Slovenska kratka pripovedna proza 1919-1941: Bibliografija. Ljubljana: ZIFF, 1999. (COBISS)
- Razgledi po slovenski književnosti: Literarnozgodovinske razprave. Ljubljana: Debora, 2001. (COBISS)
- Svet književnosti 3 (srednješolski učbenik; soavtorja Janko Kos, Tomo Virk), 2002, 2011
- Svet književnosti 4 (srednješolski učbenik; soavtorji Janko Kos, Tomo Virk, Lado Kralj, Matevž Kos), 2003, 2012
- Značilnosti Prešernove, Puškinove in Mickiewiczeve balade - Razhajanja in podobnosti. SR 2003: 193-210. (COBISS)
- Kratka pripovedna proza v triletju avantgardnih poskusov 1922-1924. SR 2006: 581-600. (COBISS)
- Janko Kersnik. Ljubljana: Založba ZRC, ZRC SAZU, 2009 (Monografije k Zbranim delom slovenskih pesnikov in pisateljev, 10). (COBISS)